# クボタショック
クボタショックとは、2005年6月29日に毎日新聞が大手機械メーカー・クボタの旧神崎工場（兵庫県尼崎市）の周辺住民にアスベスト（石綿）疾患が発生していると報道したことを契機として、社会的なアスベスト健康被害の問題が急浮上してきた公害事件である。クボタ旧神崎工場では、1954年から1995年にかけてアスベストを用いた水道管や建材を製造していた。

## 歴史

### 報道までの道のり
2004年2月7日に日本で初めてのアスベスト被害者団体である「中皮腫・アスベスト疾患・患者と家族の会」が結成される。その結成をラジオ番組で聞いた制作プロダクション「ドキュメンタリー工房」のスタッフらが、同年6月上旬に上記患者団体の関係者と接触したことに始まる。スタッフらは患者団体の関係者に協力する形で中皮腫の患者と接触を図っていくが、その過程で職業関連上でアスベストを扱ったことがない患者と出会うこととなった。その1人にとあるガソリンスタンドの女性店長の患者がいた。スタッフらが彼女と初めて接触した際に、その患者からクボタが原因企業ではないかということを示唆する訴えが出た。そこで患者団体関係者がクボタに対し、電話でアスベストによる労災死亡者数を問い合わせたところ、全69人のうち原因となった尼崎市の旧神崎工場が68人と極めて高率であることがわかった。
その調査結果も踏まえ、2005年5月28日にドキュメンタリー工房が制作したドキュメンタリー番組『終わりなき葬列 〜発症まで30年・いま広がるアスベスト被害〜』が朝日放送テレビで放送された。しかしクボタの企業名が伏されていた上、放映は関西ローカル放送に限定されていたため、大きな反響を呼ぶことはなかった。
同年6月中旬、この放送を見た毎日新聞記者が、患者団体の関係者に連絡して取材を始めた。同年6月30日にクボタは被害者に見舞金の支払いを決定したことを発表する予定だったが、前日にそれを毎日新聞がスクープして反響を呼ぶこととなった。

### 救済金制度の設立
2005年6月30日、クボタは3名の中皮腫患者に対して見舞金の支払いを決定したことを発表した。同年8月12日には「お見舞金（弔慰金）」を制度化させることを発表。対象となる判断基準を設け、該当者に一律200万円を支払うとした。同年8月末には見舞金制度の請求が24人となり、被害者らは補償についての話し合いに応じるよう要請した。同年11月下旬、クボタの部長級幹部が被害者らに初めて謝罪した。同年12月25日には「中皮腫・アスベスト疾患・患者と家族の会」の会合にクボタ社長と専務が参加し、被害者らに謝罪するとともに被害者からの訴えや追及・質問に答えた。その中でクボタ社長は「塀の内と外で差別することはしません」と答えるとともに、「お見舞金制度」に代わる新たな対策を検討していくことを表明した。
2006年3月2日、クボタ阪神事務所において、クボタと被害者や尼崎労働者安全衛生センターなどの支援団体関係者らとの補償に向けての交渉が持たれ、クボタからは部長・課長らの5名が参加した。その後、同年3月31日までに合計4回の交渉が行われた。交渉の結果、同年4月15日に合意の内容が確認された。同年4月17日にはクボタが「旧神埼工場周辺の石綿疾患患者並びにご家族の皆様に対する救済金支払い規定」を制定した。同規定の骨子として「救済金として最高4,600万円、最低2,500万円の支払い」「石綿による健康被害の救済に関する法律に基づく認定者に支給」「工場から1km以内の範囲に1年以上の居住歴、あるいは通学・通勤歴があること」と規定された。
2014年3月末時点で、クボタが救済金を支払った住民被害者は265人、それとは別に労災認定された元従業員らの石綿関連疾病疾患は190人に達していた。救済金制度の創設に向けた交渉にも携わった「中皮腫・アスベスト疾患・患者と家族の会」会長の古川和子は「救済金の支払いのとき、クボタの社員は深々と頭を下げます。あの姿を信じたい。クボタ・ショック直後、幡掛大輔社長（当時）は尼崎で患者と向き合い、謝罪しました。その原点に立ち戻ってほしい。現社長がもう一度、尼崎の患者や遺族と会うべきだと思います。そうでないと、救済金の支払いが単なる手続きで終わってしまう」と現在までの歴史を振り返っている。
2019年6月時点では、クボタが救済金を支払った住民被害者は355人に上る。支援団体である尼崎労働者安全衛生センターは「石綿を吸い込んでから中皮腫を発症するまでには数十年かかることから、今後も被害者は増え続ける」と指摘している。